# Xã Swan Creek, Michigan
Xã Swan Creek (tiếng Anh: Swan Creek Township) là một xã thuộc quận Saginaw, tiểu bang Michigan, Hoa Kỳ. Năm 2010, dân số của xã này là 2.456 người.